# Thessitus tibetanus
Thessitus tibetanus är en insektsart som beskrevs av Victor Lallemand 1950. Thessitus tibetanus ingår i släktet Thessitus och familjen Eurybrachidae. Inga underarter finns listade i Catalogue of Life.